# Hapoel Hadera Giv'at Olga Shulem Schwartz
L'Hapoel Hadera Giv'at Olga Shulem Schwartz (in ebraico הפועל חדרה גבעת אולגה שולם שוורץ), meglio noto come Hapoel Hadera, è una società calcistica israeliana di Hadera.
Milita nella Ligat ha'Al, la massima serie del campionato nazionale.

## Storia
Fra le società più antiche d'Israele, l'Hapoel Hadera giocò per la prima volta nella massima divisione del campionato israeliano (che all'epoca era la Liga Leumit) durante la stagione 1954-1955, all'esito della quale retrocesse immediatamente a causa del penultimo posto conseguito.
Tornò in prima divisione nel 1971, conquistando una salvezza nella Liga Leumit 1970-1971, ma retrocedendo di nuovo l'anno seguente. Nel 1973, guadagnò una nuova promozione in prima serie e nella Liga Leumit 1974-1975 si piazzò al settimo posto, miglior prestazione di sempre. Nella stagione seguente fu nuovamente retrocessa.
L'Hapoel Hadera disputò altre due stagioni nella massima divisione nel 1977-1978 e nel 1978-1979, al termine della quale retrocesse di nuovo in Liga Artzit, all'epoca la seconda divisione.
Negli anni '80, vinse due edizioni della Coppa Toto Artzit (1985-1986 e 1988-1989).
Fino ai primi anni '90, l'Hapoel Hadera rimase stabilmente in seconda divisione. Nel 1993-1994 avrebbe conseguito una nuova promozione in Liga Leumit, ma subì la penalizzazione di 12 punti per una combine avvenuta l'anno precedente in una gara contro l'Hakoah Ramat Gan.
La condanna fu il preludio di una serie di retrocessioni, causata anche dalla ristrutturazione dei campionati, che condusse il club in quarta divisione (la Liga Bet) nel 1999.
Nel 2006, tutti i club di Hadera (l'Hapoel, il Maccabi, l'Hapoel Nachliel e l'Hapoel Beit Eliezer) si fusero in un nuovo sodalizio noto come "Hapoel Ironi Eran Hadera", in onore del paracadutista israeliano Eran Avitan, deceduto in un incidente stradale due anni prima.
Nel 2008, l'Hapoel Hadera conquistò la promozione in Liga Alef. Nel settembre 2015, si fuse con l'MS Giv'at Olga, assumendo il nome di Hapoel Giv'at Olga Hadera. Nel mese di novembre del medesimo anno, il club è stato intitolato a Shulem Schwartz, vecchia gloria del calcio locale, deceduto nel 2014.
Nel 2017, l'Hapoel Hadera vinse il campionato di Liga Alef, tornando in Liga Leumit (nel frattempo divenuta seconda divisione) dopo vent'anni.
Nella seguente stagione, il club si piazzò secondo, dietro all'Hapoel Tel Aviv, tornando in massima serie dopo 39 anni.

## Palmarès

### Competizioni nazionali
- Coppa Toto Artzit: 2

1985-1986, 1988-1989

### Altri piazzamenti
- Coppa di Israele:

Semifinalista: 2018-2019
- Liga Leumit:

Secondo posto: 2017-2018

## Organico

### Rosa 2024-2025
Aggiornata al 21 gennaio 2025.
| N. |                    | Ruolo | Calciatore               |
| -- | ------------------ | ----- | ------------------------ |
| 3  | Israele (bandiera) | D     | Lior Rokach              |
| 4  | Israele (bandiera) | D     | Lisav Naif Eissat        |
| 5  | Israele (bandiera) | D     | Ido Levy                 |
| 8  | Togo (bandiera)    | C     | Ilay Trost               |
| 9  | Israele (bandiera) | C     | Ruslan Barsky            |
| 10 | Ghana (bandiera)   | A     | Godsway Donyoh           |
| 11 | Israele (bandiera) | C     | Raz Schwartz             |
| 12 | Israele (bandiera) | A     | Yali Shabo               |
| 14 | Israele (bandiera) | D     | Ben Ezer Cohen           |
| 15 | Israele (bandiera) | C     | Menashe Zalka (capitano) |
| 16 | Israele (bandiera) | C     | Gilad Abramov            |
| 17 | Israele (bandiera) | D     | Itzik Sholmyster         |
| 18 | Israele (bandiera) | C     | Dan Einbinder            |
| 19 | Francia (bandiera) | A     | Ibrahim Sangaré          |
| 20 | Israele (bandiera) | C     | Dan Azaria               |
| 21 | Israele (bandiera) | P     | Ohad Levita              |

| N. |                           | Ruolo | Calciatore         |
| -- | ------------------------- | ----- | ------------------ |
| 22 | Israele (bandiera)        | P     | Ofek Antman        |
| 23 | Israele (bandiera)        | C     | Tamir Adi          |
| 24 | Senegal (bandiera)        | D     | Mamadou Mbodj      |
| 25 | Israele (bandiera)        | D     | Reef Amsalem       |
| 26 | Israele (bandiera)        | C     | Raz Twizer         |
| 27 | Israele (bandiera)        | D     | Dia Lababidi       |
| 28 | Israele (bandiera)        | D     | Bashar Abdach      |
| 29 | Nigeria (bandiera)        | A     | Segun Adeniyi      |
| 30 | Israele (bandiera)        | C     | Omer Senior        |
| 31 | Israele (bandiera)        | D     | Harel Shalom       |
| 55 | Israele (bandiera)        | P     | Guy Herman         |
| 91 | Costa d'Avorio (bandiera) | A     | Duvan Diby         |
| 99 | Israele (bandiera)        | D     | Tomer Levi         |
|    | Georgia (bandiera)        | C     | Levan Osikmashvili |
|    | Colombia (bandiera)       | C     | José Cortés        |
|    | Israele (bandiera)        | P     | Shahar Golan       |